# Euler Bentes Monteiro
Euler Bentes Monteiro (Rio de Janeiro, 15 de janeiro de 1917 — Rio de Janeiro, 23 de julho de 2002) foi um general brasileiro.

## Biografia e carreira militar
Em 1933, ingressou na Escola Militar do Realengo. Já capitão, em 1945, apoiou a conspiração contra Getúlio Vargas.
Em 1950, defendeu o monopólio estatal do petróleo na eleição para o Clube Militar, integrando a chapa nacionalista. Formou-se na Escola Superior de Guerra, turma de 1961. Em 1964, negou-se a participar do golpe que depôs João Goulart. Mesmo assim, chegou a general-de-brigada, em 1965, e dois anos depois foi nomeado, pelo general Albuquerque Lima, superintendente da Sudene, cargo que ocupou de 31 de março de 1967 a 27 de janeiro de 1969.
Entre 30 de novembro de 1966 e 26 de março de 1967, comandou a Escola de Aperfeiçoamento de Oficiais, no Rio de Janeiro.
Com a posse de Ernesto Geisel, em 1974, foi promovido a general-de-exército. Quando estava no cargo de chefe do Departamento de Material Bélico, criou a estatal IMBEL.
Uma frente de oposição à ditadura militar, articulada por Severo Gomes, levou-o a se candidatar à presidência da República, pelo MDB, na eleição indireta de 1978, tendo como vice na chapa o senador Paulo Brossard, mas foi derrotado pelo general João Figueiredo, por 355 votos contra 226.
Durante o governo Figueiredo, foi repreendido pelo Exército por ter assinado o manifesto Em defesa da Nação ameaçada, que pedia ações efetivas na reconquista da identidade nacional e na recuperação do comando dos destinos do país. Entre outras personalidades, assinaram o documento, além do general Euler, Ariano Suassuna, Barbosa Lima Sobrinho e Fernando Henrique Cardoso.